# Impuesto negativo sobre la renta

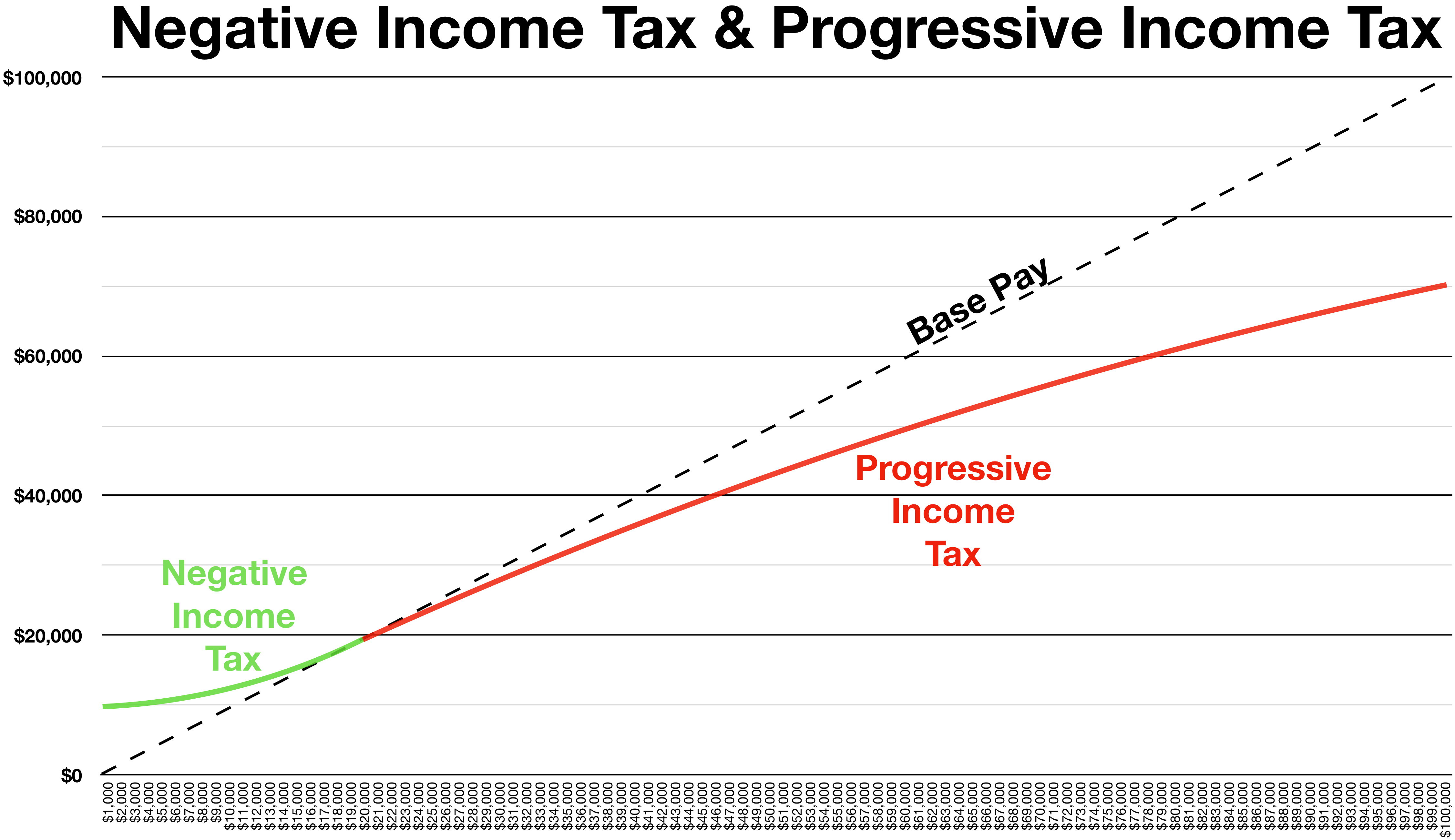
Impuesto negativo sobre la renta
Impuesto progresivo sobre la renta
Salario base

En economía, el impuesto negativo sobre la renta (INR) es un método de reforma fiscal propuesto por primera vez por el economista francés Augustin Cournot en 1838, desarrollado por Juliet Rhys-Williams en la década de 1940, por Milton Friedman en 1962 y en mayor profundidad por James Tobin en 1965, 1966, 1967 y 1968, como una forma de combatir la pobreza al mismo tiempo que se preservan los incentivos laborales.
La idea básica del INR es que el Estado dé dinero a los ciudadanos a través del impuesto sobre la renta, y así garantizarles unos ingresos mínimos. De esa forma además se volverían supuestamente innecesarias medidas públicas como el salario mínimo, que según algunos teóricos genera desempleo o los servicios públicos de bienestar social, que generan burocracia. Y así es posible reducir el gasto público para poder sostener un gobierno limitado.

## Implementación
Una plausible implementación del INR sería como sigue: El impuesto sobre la renta pasaría de un sistema progresivo a uno plano (flat tax), por ejemplo del 25 %. A cambio, cada contribuyente recibiría una cantidad fija del gobierno, por ejemplo, 10 000 dólares.
- Un contribuyente cuyos ingresos sean de 4000 dólares por año pagaría 1000 dólares por el impuesto plano, pero recibiría 10 000 del ingreso mínimo. En total, recibiría 9000 dólares del Gobierno

- Un contribuyente que gane 40 000 dólares al año pagaría 10 000 en impuestos, pero recibiría 10 000 del ingreso mínimo. En total, no pagaría nada de impuestos.

- Un contribuyente que gane 400 000 dólares al año pagaría 100.000 en impuestos, y recibiría 10 000 del ingreso mínimo. En total, pagaría 90 000 dólares de impuestos.

Nótese que los contribuyentes con rentas más bajas serían los más beneficiados del ingreso mínimo. Por el contrario, para aquellos con ingresos muy altos el ingreso mínimo prácticamente no influiría en lo que pagan.
Este sistema implica aportaciones a los sueldos más bajos con cargo al erario público (y no a las empresas como en el caso del salario mínimo) y que las rentas más altas paguen siempre un porcentaje de impuestos medio sobre su renta inferior al tipo único. Si dicho tipo es del 25%, como en el ejemplo anterior, frente a los tipos del 40-50% para los ingresos más elevados de los sistemas fiscales progresivos clásicos, se reduce en términos absolutos mucho más la carga fiscal sobre las rentas más altas que sobre las más bajas, disminuyendo los ingresos del estado y su capacidad redistributiva.
Por tanto, el modelo del impuesto negativo sobre la renta (o, por extensión, la renta básica de ciudadanía) y del tipo fiscal único sólo podría dar lugar a una sociedad sin desigualdades excesivas y a un estado con financiación suficiente si se combinaran dos situaciones: que dicho tipo único fuera relativamente elevado (por ejemplo en torno al 50 %) y que los salarios de los trabajadores reflejaran una porción considerable de su productividad valorada en términos monetarios (por ejemplo estableciendo límites al cociente entre el salario máximo y el salario medio en el seno de cada empresa).